# Grażyna Szapołowska

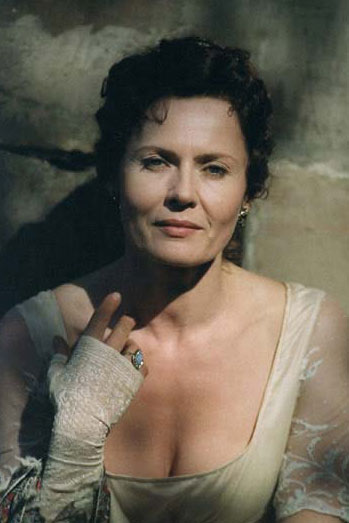
Grażyna Szapołowska en 2008

Grażyna Szapołowska, née le 19 septembre 1953 à Bydgoszcz, est une actrice polonaise.

## Filmographie
- 1974 Najwazniejszy dzien zycia (TV) : Wronska
- 1975-1976 Czterdziestolatek (TV) : Urszula Nowowiejska
- 1976 Obrazki z zycia
- 1978 Miris zemlje
- 1978 80 huszár
- 1978 Zapach ziemi : Jagoda
- 1979 Hotel klasy lux : l'amie de Wojtan
- 1980 Przed odlotem
- 1980 Grzeszny zywot Franciszka Buly : Karina / la mère de Karina
- 1979-1981 Najdluzsza wojna nowoczesnej Europy (TV) : Katarzyna Frankowska
- 1981 07 zglos sie (TV) : Lidka Dorecka
- 1981 Wielka majówka la prostituée
- 1982 Un autre regard (Egymásra nézve) : Horváth Livia
- 1983 Wielki Szu : la femme de Wielki Szu
- 1984 Lata dwudzieste, lata trzydzieste Liza
- 1984 Fort 13 l'épouse
- 1985 Nadzór Kinga
- 1985 Szirmok, virágok, koszorúk Mária, Majláth felesége
- 1985 W starym dworku czyli niepodleglosc trójkatów : Annette Nevermore
- 1985 Sans fin (Bez konca) : Urszula Zyro
- 1985 Besuch bei Van Gogh : Marie Grafenstein
- 1985 Medium – professeur Luiza Skubiejska / Zofia Orwicz
- 1986 Le Contact (Przez dotyk) (TV) : Anna
- 1987 Zagon
- 1987 Pervaya vstrecha - poslednyaya vstrecha : Wanda
- 1987 Le Jeune Magicien (Cudowne dziecko) : la mère de Mike
- 1987 Komediantka : Nicoletta Smilowska
- 1987 Magnat : Marisca von Teuss
- 1988 Tabu
- 1988 Hanussen : Valery de la Mee
- 1988 : Le Décalogue de Krzysztof Kieślowski : Magda
- 1988 Brève histoire d'amour (Krótki film o milosci) : Magda
- 1989 Pomiedzy wilki (TV) : Denis
- 1989 Lawa. Opowiesc o 'Dziadach' Adama Mickiewicza : Angel
- 1990 Der Skipper : Mona
- 1991 : Autour du désir de Marco Bellocchio : Monica
- 1991 Lebewohl, Fremde : Karin
- 1993 Piazza di Spagna (TV) : Armida de Tolle
- 1993 Punto di fuga : Caroline
- 1993 Abissinia
- 1993 Piekna nieznajoma : la belle étrangère
- 1995 Eskapada (TV)
- 1997 Our God's Brother (pl) : Helena
- 1997 Kroniki domowe : la mère
- 1999 : Pan Tadeusz : Quand Napoléon traversait le Niémen d'Andrzej Wajda : Telimena
- 2003 Varsovie (Warszawa) : la propriétaire de la voiture
- 2004 Les Voisines (Nachbarinnen) : Jola
- 2004 Hamlet (TV) : Gertrude
- 2005 : Karol, l'homme qui devint Pape (TV) de Giacomo Battiato : Brigitte Frank
- 2005 Zakochany aniol (voix)
- 2006 Tylko mnie kochaj : la mère de Julia
- 2006 Kochaj mnie, kochaj! (TV) : la mère de Darek
- 2005-2006 Magda M. (TV) : Julia Szulc
- 2007 Rys : Noga
- 2008 : Jutro idziemy do kina (TV) de Michał Kwieciński : la mère de Krysia
- 2008 : Nie klam, kochanie : la mère de Marcin
- 2009 : Zamiana : la mère de Luska
- 2010 : Rózyczka : Roma
- 2010 : Trick : Markiewiczowa
- 2011 : Polnische Ostern : Irena
- 2011 : Wojna zensko-meska : Beba
- 2013 : Cours sans te retourner  de Pepe Danquart : Ewa Staniak
- 2020 : 365 jours (365 dni) de Barbara Bialowas